# Pierre Alin
Pour les articles homonymes, voir Alin.
Pierre Alin, de son vrai nom Gustave-Albert-Pierre Schüler, né le 26 juillet 1879 à Saint-Imier et mort près de Venise le 7 octobre 1920, est un compositeur, musicien, chanteur, peintre et journaliste vaudois.

## Biographie
Pierre Alin étudie le piano, le violon et le violoncelle. Il suivra le lycée municipal Colbert à Paris et fera un stage au collège d'Aubonne. Il commencera ensuite un apprentissage de commerce à la Sarraz. En 1903, il se rendra à Hambourg afin de perfectionner son allemand et suivra des cours de chant et de violoncelle au Conservatoire. Il poursuivra ses études à Milan ainsi qu'à Paris.
Pierre Alin se joint à l'orchestre de Cossonay et écrit ses premiers poèmes et ses premières chansons. Il donnera avec succès son premier récital à Lausanne en 1905, mais son œuvre ne sera pas uniquement musicale puisqu'il se fera également connaître par ses travaux de peinture et de littérature. Il écrit en effet plusieurs livres, dont Bob de Saint-Imier ou encore Le journal de César et expose ses peintures à plusieurs reprises, notamment au salon d'Automne à Paris en 1920. Dans le même temps, ses séjours milanais et parisien lui permettent de faire connaître ses chansons, mélodies et poèmes chantés dans différents cabarets, où il côtoiera de nombreuses personnalités de l'époque. Durant la guerre 1914-1918, Pierre Alin continuera la peinture, fera du journalisme, et fondera l'œuvre du "Petit bas de laine". Admis dans la zone des armées, il y réconfortera les blessés et les malades.
Une fois la guerre terminée, Pierre Alin entreprend de voyager en Europe et découvre notamment Venise. Il trouve la mort lors de son retour en Suisse, la nuit du 6 au 7 octobre 1920 dans un accident ferroviaire au Pont de la Lagune près de Venise.

## Sources
- « Pierre Alin », sur la base de données des personnalités vaudoises sur la plateforme « Patrinum » de la Bibliothèque cantonale et universitaire de Lausanne.
- Dictionnaire des musiciens suisse, Zurich, Atlantis Verlag, 1964, p. 20